# Правові системи скандинавських країн
Правові системи скандинавських країн (Скандинавське право) — у порівняльному правознавстві виділяється як самостійна правова сім'я, до якої включаються Швеція, Норвегія, Данія, Ісландія і Фінляндія.
Римське право зіграло безсумнівно менш помітну роль у розвитку правових систем у скандинавських країнах, ніж у Франції та в Німеччині. У північних державах нема й не було кодексів, подібних до Цивільного кодексу Франції або Німецького цивільного уложення. Судова практика грає тут більш значиму роль, ніж у країнах континентальної Європи. У той же час, право Скандинавії не можна віднести і до англо-американській системи загального права, оскільки в Скандинавії майже немає таких характерних ознак загального права, як правило прецеденту, техніка розходжень, особлива роль процесуального права.

## Характеристика
Більшість вчених-юристів вважають скандинавське право різновидом (причому особливої) романо-германської правової сім'ї або окремої сферою континентальної системи права. Справа в тому, що право країн Північної Європи активно користується юридичними конструкціями і поняттями романо-германської правової сім'ї.

### Риси скандинавської системи
- Скандинавське право дотримується принципу верховенства закону.

- Норма права у скандинавських країнах має більш загальний характер, ніж норма англо-американського права.

Погляди юристів на піднесення права країн Північної Європи до романо-германської сім'ї:
- А.Мальмстрем поміщає його між романо-германської правової сім'єю і загальним правом.
- А Ф.Шмідт, розділяючи цю позицію, посилається на те, що європейське континентальне право більш догматично в порівнянні з правовими системами Скандинавських країн, а англо-американське право більш прагматично.
- Треті юристи відносять право країн Північної Європи до «третьої системи» західного права.
- А.Юзінг стверджує, що нордичне право все ж ближче до загального права, ніж до романо-германської правової сім'ї.
- Деякі вчені-юристи вважають суперечки з приводу класифікації скандинавського права абсолютно марними.

До англо-американської системи загального права скандинавське право також віднести не можна. Історичний розвиток правових систем північних країн відбувалося цілком незалежно від англійського права. До того ж скандинавське право майже не має таких особливостей загального права, як правило прецеденту, техніка розходжень, особлива роль процесуального права. Однак не можна повністю виключати і недооцінювати вплив на скандинавське право англійського загального права та романо-германської правової сім'ї. Воно було різним протягом історії і по-різному виявлялося стосовно до різних галузей права.

## Історія розвитку
Для історичного розвитку цих країн були характерні такі особливості:
- відносна нерозвиненість управлінської ієрархії;

- наявність вільних селян;

- демократичні форми обліку інтересів різних верств населення в рамках церковного приходу, що вело до компромісних засобів вирішення виникаючих соціальних конфліктів;

- постійне пристосування економічного розвитку до умов патріархального суспільства;

В результаті в Скандинавії виникає централізована система права, що поширює свою легіслатури на всю територію держави.
Починаючи з XIII ст. у Швеції відбувається письмове оформлення норм законодавства. У середині XIV ст. видаються два закони, один з яких регулював відносини в сільській місцевості, а інший — в містах. Ці акти діяли в Швеції впродовж 400 років. За цей час вони неодноразово змінювалися і доповнювалися. Важливу роль в процесі пристосування названих законів до нових умов суспільного життя грали суди. В XVII столітті шведська судова практика сприйняла багато конструкцій і принципи римського права, внаслідок чого ці римські елементи стали невід'ємною частиною шведського права.
Слід зазначити однак, що рецепція римського права торкнулася Скандинавські країни незначно, і її головним наслідком стало встановлення більш тісних зв'язків з юридичної наукою континентальної Європи, ніж з англійської. Тісні взаємозв'язки північних правових систем пояснюються тим, що в Скандинавії завжди історично існували міцні політичні, економічні та культурні зв'язки. Правда, повне об'єднання трьох королівств — Данії, Норвегії та Швеції — носило лише тимчасовий характер. Воно було оформлено як Кальмарська унія і проіснувало з 1397 по 1523 р. Але зв'язки між Швецією,Фінляндією,Данією, Норвегією та Ісландією виявилися набагато міцнішими і зберігалися століттями. У XII—XIII ст. Фінляндія була завойована Швецією і входила до складу Шведської імперії до 1809 р., коли Швеція поступилася нею Росії. Російська держава надала Фінляндії значну автономію як самостійному Великому князівству, і царська адміністрація майже не втручалася в її правову систему. Тому, коли Фінляндія відокремилася від Росії в 1917 р. і проголосила свою незалежність у 1918 р., її правову єдність зі Швецією не було ослаблено. Данія, Норвегія та Ісландія знаходилися під централізованим управлінням данської королівської сім'ї більше чотирьох століть, з кінця XIV ст., Так що данське право, по суті, діяло також в Норвегії та Ісландії. У 1814 р. Данії довелося поступитися територію Норвегії Швеції, але норвежці змогли добитися значної самостійності у складі Швеції і отримати повну автономію в 1906 р. І, нарешті, в 1918 р. незалежною державою стала Ісландія, хоча вона і залишалася під данською короною до кінця Другої світової війни. Спільною історичною базою скандинавського права служило старогерманське право. Але в кожній північній країні розвивалися, зрозуміло, свої місцеві особливості. Вже з перших актів центральної влади здійснювався процес об'єднання та уніфікації права. У Швеції в XIV ст. вдалося об'єднати право окремих місцевостей в єдине земельне право, а право народів — в єдине міське право.
Протягом XVII—XVIII ст. стартовою рисою формування правових систем Скандинавії стали два законодавчих акти: перший — Кодекс короля Християна V («Danske Lov»), прийнятий у Данії в 1683 р. (в 1687 р. його дія була поширена на Норвегію за назвою «Норвезьке право» — «Norske Lov»), і другий — Звід законів Шведської держави 1734 р. («Sveriges rikes lag»).

##### Данський кодекс
Данський кодекс складається з наступних розділів:
1) про судочинство;
2) про церкву;
3) про світські стани, торгівлю та сімейне право;
4) про морське право;
5) про речове і спадкове право;
6) про кримінальне право.

##### Шведський кодекс
У Шведському кодексі 1734 дев'ять розділів:
1) про шлюб;
2) про батьків і дітей;
3) про спадкування;
4) про нерухомість;
5) про будівництво;
6) про торгівлю;
7) про злочини (кримінальний кодекс);
8) про виконання судових рішень;
9) про судочинство і судоустрій.
Звід налічує 1300 параграфів. Також як і Данський кодекс, він був написаний простою народною мовою, і в інтересах більш повного конкретного регулювання в ньому відмовилися від теоретичних узагальнень і повчають понять в тому вигляді, в якому вони впроваджувалися на Європейському континенті в XVIII ст. Вплив римського права на Шведський кодекс 1734 був незначним. Автори Кодексу звернулися до традицій старого шведського земельного та міського права. Це можна зрозуміти по його структурі, стилю, мови і по відсутності узагальнюючих норм.

## XIXст. по теперішній час
Історична та культурна спільність скандинавських країн, розвиток торгових і транспортних зав'язків, спорідненість скандинавських мов призвели до близького співробітництва цих країн у законодавчій сфері. Особливу роль тут відіграє те, що Скандинавські країни співпрацюють у сфері законотворчості, і цей процес, що почався наприкінці XIX ст., привів до появи великого числа уніфікованих актів, рівно діючих у всіх державах-учасниках.
Юридичне співробітництво північних країн почалося в 1872 р., коли скандинавські юристи зібралися на з'їзд, з метою уніфікації скандинавського права. З тих пір співробітництво стало характерною рисою правотворчості в області шлюбно-сімейного, договірного, деліктного права, права, що стосується компаній та інтелектуальної власності. Але в областях, з досить сильними місцевими традиціями, така кооперація виражена значно слабкіше.
У 1880 р. одночасно в трьох країнах — Швеції, Данії і Норвегії — набрав чинності єдиний закон про обігових документах. У наступні роки основна увага приділялася уніфікації торгового права (закони про торгові знаки, торгових реєстрах, фірмах, закон про чеки) і морського права. Наприкінці XIX ст. з'явилися ще більш грандіозні уніфікаторської плани. У 1899 р. данський професор Б.Ларсен запропонував уніфікувати все приватне право, щоб у підсумку прийти до єдиного Скандинавському цивільного кодексу. І хоча уряду скандинавських держав були згодні з цією пропозицією, але створення проекту єдиного Цивільного кодексу було відкладено, а перевага віддана уніфікації окремих інститутів права власності і зобов'язального права. Результатом цих зусиль з'явився проект закону про продаж рухомого майна. У Швеції та Данії він набрав чинності в 1906 р., в Норвегії — в 1907 р. і в Ісландії — у 1922 р. Черговим досягненням уніфікатора став закон про договори та інших законних операціях у праві власності і зобов'язального права. У Швеції, Данії і Норвегії він набрав чинності в період з 1915 по 1918 р., а у Фінляндії — в 1929 р. На основі цих та багатьох інших законів у Скандинавії склалося, по суті, єдине договірне право.

#### Основу подальшого розвитку обох гілок скандинавського права— данської та шведської
Шведський і Данський кодекси склали основу подальшого розвитку обох гілок скандинавського права — данської та шведської. Розвиток цей відбувався, зрозуміло, не ізольовано від континентальної Європи. Проте спроби реформування законодавства, які структурно зачіпали б сформовану систему права, робилися на певних етапах (у першій половині XIX ст. Обговорювалися проекти прийняття загального закону, аналогічного Французькому цивільному кодексу), але не увінчалися успіхом.
Однак ці законодавчі акти не можна було розглядати як кодекси навіть на момент їх прийняття: їх слід розглядати як склепіння чинного законодавства, оскільки окремі частини цих законодавчих актів ніяк не пов'язані між собою. Більш того не можна визнати їх кодексами тепер, коли вони включають лише малу частину діючих законодавчих положень. І якщо шведський закон 1734 все ж виконує практичну роль — роль певного інтегруючого фактору позитивного шведського права, то Кодекс Християна V перетворився в «музейний експонат», хоча формально він і продовжує діяти.
Продовжує діяти і донині шведський закон 1734 практично не включає положень, що входили в нього в момент прийняття. Ряд розділів зазнали повної переробки:
- в 1920 р. був прийнятий новий розділ про шлюб;

- в 1948 р. — про судовий розгляд;

- в 1959 р. в результаті переробки старого розділу «Про спадкоємство» в закон був включений розділ під такою ж назвою, а ще раніше, в 1949 р., з цього розділу був виділений відсутній до того розділ про батьків;

- в 1970 р. був повністю оновлений розділ про нерухомість.

В інших розділах залишилося незначне число старих норм. Більшість раніше діяли положень замінено окремими законами, норми яких становлять ядро правового регулювання відносин у відповідних сферах. В даний час законодавство, не вкладається в систематику закону 1734 р., охоплює багато галузей шведського права:
1) трудове та акціонерне право;
2) законодавство про охорону промислової власності та про соціальне забезпечення;
3) про охорону навколишнього середовища;
4) багато розділів адміністративного права.
Тобто ті норми, які стали результатом соціально-економічного розвитку країни починаючи з середини XIX ст. Хоча число законодавчих приписів, що виходять за рамки закону 1734 р., значно перевищило систематизовану відповідно до цього актом частина шведського законодавства, практичне значення цього закону Шведської держави ще велике. Цього не можна сказати про Данському кодексі, який збережений, в основному, як історичний пам'ятник. Кодифіковане законодавство являє далеко не більшу частину чинного права країни. І тут, і в Норвегії чітко простежується позиція, що надає важливе значення судовій практиці як джерела права. Важлива роль судової практики і в Швеції, що відрізняє скандинавське право від романо-германської правової сім'ї, зближуючи його в якійсь мірі із загальним правом. Багатовікове дію Шведського кодексу 1734 і Дансько-Норвезького кодексу 1683—1687 рр. яскраво показує, що з часом закон застосовується все рідше і поступово взагалі перестає діяти під вагою розвивається на його основі прецедентної практики. Ця закономірність правового розвитку відноситься в тому числі до Цивільного кодексу Франції 1804 р. і Німецького цивільного уложення.

### Особливості Скандинавської системи права
Правові системи в Скандинавії зазвичай ділять на дві групи:
1) Перша група включає Данію, Норвегію та Ісландію, право яких історично розвивалося на основі майже ідентичних за своїм змістом компіляцій данського і норвезького права, здійснених у другій половині XVII ст.
2) До другої групи входять Швеція і Фінляндія, де в 1734 р. був введений закон Шведської держави.
Незважаючи на те, що відповідно до Фрідріхсгамського мирного договору 1809 р., що завершив російсько-шведську війну 1808—1809 рр., Швеція передала Фінляндію Росії, вплив шведського права в цій країні залишається значним і до теперішнього часу.
Взаємна інтеграція права скандинавських країн пояснюється наступними причинами:
- тривалі взаємні історичні зв'язки і етнічна близькість даних держав;

- майже повна відсутність у всіх цих країнах рецепції римського права, який справив значний вплив на розвиток правових систем країн континентальної Європи;

- відсутність кодексів, систематизирующих окремі галузі права так, як це було зроблено в романо-германської правової сім'ї;

- проходить вже понад 100 років процес уніфікації права країн Скандинавії.

### Спільні риси скандинавського та романо-германського права
Аналіз правових систем Скандинавських країн показує певну спільність скандинавського та романо-германського права:
- 1) Подібність джерел правового регулювання. У скандинавських країнах закон є основним джерелом права, і суди формально не можуть, дозволяючи конкретний спір, створювати правові норми. У цьому питанні виявляється істотна відмінність між системами скандинавського і загального права.

- 2) У Скандинавських країнах традиційно дуже значна роль суду. Ніколи функції судді не зводилися тут виключно до застосування норм законодавства. Суддя в Скандинавських країнах володіє великою свободою в тлумаченні положень, що містяться в законах і договорах. У Швеції суди нижчих інстанцій практично у всіх випадках неухильно дотримуються рішенням, прийнятою вищестоящими судовими органами, в першу чергу — рішенням Верховного суду, визнаючи їх авторитетним викладом чинного права.

- 3) Роль судової практики в останні роки помітно зростає. У Швеції, згідно закону 1971 р., Верховний суд розглядає такі справи, які становлять інтерес з точки зору встановлення певних напрямків правозастосовчої діяльності. Таким чином, визнається обов'язковість рішень Верховного суду для всієї судової системи. У кінцевому рахунку, до розширення дискреційних правомочностей суддів призводить отримує все більше поширення практика включення до законів невизначених норм. У Швеції вони отримали назву «загальних застережень». Самі шведські юристи оцінюють розвиток законодавчої техніки «загальних застережень» як «різновид делегування законодавчої влади судовим органам». Зазначена тенденція чітко проглядається в еволюції системи джерел права у всіх країнах романо-германської сім'ї.

- 4)Скандинавське право використовує спільні юридичні концепції романо-германського права. Система підготовки юридичних кадрів подібна з системою вищої юридичної освіти, прийнятої в континентальній Європі. Все це результат впливу римського, а потім французького і німецького права. У перші десятиліття XIX століття сильний вплив на право країн Північної Європи надавала французька правова система.

## Основні джерела права скандинавських країн
1. Закони (конституційні і звичайні).
2. Підзаконні акти, прийняті урядом.
3. Підзаконні акти міністерств і відомств.
4. Правовий звичай (визнається допоміжним юридичним джерелом права. Здебільшого застосовується у сфері торгового і морського права).
5. Судовий прецедент (є важливим і не завжди тільки допоміжним джерелом права. Його роль є особливо значною в Данії і Норвегії, менше — у Швеції. Пояснюється це тим, що в Данії і Норвегії деякі правові інститути в сфері цивільного обороту, цивільних правопорушень законодавче не врегульовано. У Данії, наприклад, є деякі важливі законодавчі акти).
6. Принципи права (використовуються як джерело права при розгляді конкретної справи. Так, в Ісландії суддя при винесенні рішення у справі керується власною правосвідомістю, принципом справедливості).

## Судовий прецедент та судова практика
Одними із важливих джерел у скандинавській системі права є судовий прецедент та судова практика. Якщо порівнювати з романо-германською правовою системою, то судове рішення в скандинавських країнах має більшу вагу, але значно меншу аніж в англо-саксонській. Втім, для прикладу в Данії та Норвегії роль судового прецеденту є дуже значною, значно менша його роль у Швеції, де більш важливою є судова практика.
Популярність тут судової практики та прецеденту, пояснюється тим, що, наприклад, в Данії та Норвегії певні інститути права в цивільній сфері законодавчо не врегульовані. Окрім того багато законів у Скандинавії складено переважно з розрахунком на конкретизацію на основі розсуду судді. Таким чином, розширення повноважень судді зумовлено поширеною практикою використання у законодавчих актах невизначених норм. У Швеції їх називають «загальними застереженнями». Правотворці зазвичай оцінюють загальні застереження як «різновид делегування законодавчої влади судовим органам».
Не менш важливою для судів, особливо судів першої інстанції, є судова практика. Ці особливості використання судової практики, як одне із джерел права, пояснюється тим, що закони дозволяють суддям діяти більше на свій розсуд при розгляді справ та тлумаченні норм права. Але, незважаючи на все, судді мають керуватися рішеннями, які прийняті вищестоящим судом в таких же самих справах з метою уніфікації судової системи (тут діє принцип ієрархічності: суди нижчої інстанції мають додержуватися рішень, прийнятих у аналогічних справах судами вищими, а в першу чергу, Верховним судом), однак, в порівнянні з англійською системою, тут судові рішення мають конкретний характер.
У Скандинавії звичним є урахування рішень судів вищої інстанції інших скандинавських держав, що зумовлено подібністю їхніх правових систем.
Значення судового прецеденту і судової практики швидко зростає, це пов'язано з тим, що законодавство не може активно реагувати на зміни, що відбуваються в суспільстві.
Швеція
Одним із джерел права Швеції є судова практика. Вона активно використовується судами першої інстанції, які люблять змінювати звичну практику прийнятті рішень в деяких типах справ. Майже у кожному випадку вони керуються рішеннями, які були прийняті вищими судовими інстанціями в таких же самих справах.
Зростання значення судової практики, яке спостерігається в останні 20-30 років пов'язане з неспроможністю законодавства миттєво реагувати на динаміку розвитку суспільства. Крім того, шляхом використання в законах «загальних положень» законотворець навмисно надає можливість судовим органам здійснювати правотворчу діяльність.
Тут взагалі відсутнє поняття прецеденту в такому вигляді, в якому воно існує в англо-саксонській системі права. Однак після реформи 1971 р. Верховний суд Швеції був наділений правотворчою функцією. Вищій судовій інстанції було надане право розглядати справи, що представляють інтерес як встановлення конкретних напрямків у правозастосовній діяльності.
Якщо порівнювати законодавчу норму і норму, яка була створена судовою практикою, то остання не має значної авторитетної дії. Зазвичай норма має непостійний характер, тому від неї можна відмовитися в будь-яку хвилину у зв'язку з тим, що розглядається нова справа. Ще в праві застосовується норма, яка була створена судами, лише в тій мірі, яку суддя вважав потрібною для конкретної справи.
Данія
Якщо порівнювати Данію і Швецію, то у Данії прецедент відіграє значно більшу роль. Деякі інститути права регулюються лише нормами прецедентного права. В той же час зміст багатьох данських законів залишають досить широкий простір для розсуд судді. Застосування судових прецедентів на практиці в Данії не регулюється дуже жорсткими і суворими правилами, як це передбачено в англійському праві. У першій інстанції рішення суду видаються досить точно, та передбачає підпорядкування їм у майбутньому. Але у цілому суди зобов'язані не відходити від рішень, які прийняті у таких же справах судами вищої інстанції, на першому місці рішення, які прийняті Верховним судом. Але той же Верховний суд країни (Hoge Road) не вважає обов'язковим для себе дотримуватись власних рішень, судовий прецедент їм фактично сприймається і використовується як своєрідне джерело права, що має «значну юридичну вагу». В цьому є певна колізія, хоча судовий прецедент і є джерелом права, але найвищий судовий може не дотримуватися рішень, що прийняті ним же у схожих справах.
Причиною формування судового прецеденту одним із джерел права, є те, що хоча Данія і має певні значущі акти, що вважаються законами (наприклад, закон «Про реєстрацію земель» 1926 р., закон «Про купівлю-продаж товарів» 1906 p., «Про страхування» 1930 р., «Про торгівлю» 1966 p.), але відносини цивільного характеру в основному регулюються прецедентами. В межах формування і створення правової системи закони зазнавали впливу з боку прецедентного права. Тут застосовуються прецедентні норми, що будуються на принципі вини, бо відсутні закони про цивільні відносини, а отже і цивільні правопорушення. Відповідно до цих норм особу притягують лише у особливих випадках.
Норвегія
Судовий прецедент в Норвегії виступає одним із правових джерел. Постанови Верховного суду, а інколи й рішення нижчестоящих судів, що прийняті саме по цій справі, мають силу «переконливого прецеденту» для всіх нижчих інстанцій і ретельно ними вивчаються і потім, по них вони приймають рішення в справі, де виникає правове питання такого самого змісту. При цьому Верховний суд Норвегії в своїх рішеннях формулює не загальні норми, а положення, які належать до аналогічних обставин розглянутої ним справи. Якщо порівнювати з англійським правом тут судові рішення конкретні і вони не виступають як обов'язкові правила, і не розраховані на беззаперечне застосування в майбутньому.
Фінляндія
Відповідно до правового порядку Фінляндії, судовий прецедент не є юридично обов'язковим. Надвірний суд і Повітовий суд можуть взагалі його не дотримуватися, наприклад, через зміни певних обставин. Фактично за судовими прецедентами Верховного суду стежать, можуть використовувати їх на практиці, якщо виникне справа з аналогічними або схожими питаннями, суди нижчестоящої інстанції. Верховний суд також може відхилитися від прийнятого ним раніше рішення, але такий порядок передбачає розгляд справи у Верховному суді розширеною колегією (з 11 членів) або на пленумі.
Ісландія
Судові прецеденти в Ісландії є важливим джерелом права; одним з перших значень серед них мають рішення Верховного Суду, які публікуються в щорічних збірниках.